# МАЗ-7917
„МАЗ-7912/МАЗ-7917“ е съветски и беларуски военен автомобил, 14x12 артилерийски камион, проектиран и произвеждан от Минския автомобилен завод, Беларус.
Проектиран е основно да се използва за ракетната установка „РТ-2ПМ Топол“. „МАЗ-7912“ по конструкция е много близък до „МАЗ-547“, освен че има 7 оси (спрямо 6).
В средата на 1980-те години „МАЗ-7912“ е модифициран до „МАЗ-7917“ – дължината му нараства с 1 метър и кабината за екипажа става подобна на тази на „МАЗ-7916“.
Сегашният 8-осев вариант се използва за балистичната ракета „РТ-2 Топол М“ – наследника на „Топол“.